# Tredeciljon
Tredeciljon är talet 1078 i tiopotensnotation, och kan skrivas med en etta följt av 78 nollor, alltså
1 000 000 000 000 000 000 000 000 000 000 000 000 000 000 000 000 000 000 000 000 000 000 000 000 000 000.
Ordet tredeciljon kommer från det latinska prefixet tredeca- (tretton) och med ändelse från miljon.
En tredeciljon är lika med en miljon duodeciljoner eller en miljondel av en quattuordeciljon.
En tredeciljondel är 10−78 i tiopotensnotation.
Flera olika uppskattningar av antalet atomer i det observerbara universum ger att antalet är ungefär hundra tredeciljoner (1080).